# 289P/Blanpain
La comète Blanpain, officiellement 289P/Blanpain, est une comète périodique du système solaire, découverte le 28 novembre 1819 par Jean-Jacques Blanpain.

## Trajectoire et observations

### 1819: découverte
La comète fut découverte par l'astronome français Jean-Jacques Blanpain le 28 novembre 1819. À ce titre, la comète reçut rétrospectivement la désignation D/1819 W1 (Blanpain), conformément à la nomenclature en vigueur depuis 1995. Blanpain décrivit la comète comme faite d'un « noyau très petit et confus ». La comète fut découverte indépendamment par Jean-Louis Pons le 5 décembre de la même année. Après ces premières observations, la comète fut perdue, d'où le fait qu'elle reçût une désignation avec le préfixe « D » en 1995.

### 2003: passage au perihélie et redécouverte
En 2003, les éléments orbitaux d'un astéroïde nouvellement découvert, désigné 2003 WY25, ont été calculés entre autres par Marco Micheli et ces résultats ont été comparés avec succès avec les paramètres de la comète perdue.
D'autres observations de l'astéroïde ont été réalisées par David Jewitt en 2005 en utilisant le télescope de 2,2 m de l'université d'Hawaï au Mauna Kea, et ont semblé révéler une chevelure réduite, renforçant la théorie selon laquelle 2003 WY25 serait la comète perdue, ou une partie de celle-ci.

### 2013: passage au perihélie
En juillet 2013, la comète a été officiellement référencée comme comète périodique de numéro 289P, après avoir été redécouverte lors du relevé astronomique Pan-STARRS lors d'une explosion cométaire.

## Source des phénicides
La comète D/1819 W1 a été proposée comme source probable pour le flux de météorites phénicides, depuis la première observation d'une tempête météoritique des phénicides en 1956. L'analyse de l'orbite de l'astéroïde 2003 WY25 a soutenu cette conjecture et on pense que la comète était déjà dans une phase de désagrégation au moment de son retour en 1819. La comète a actuellement un MOID de 0,015 UA (2 200 000 km, 1 400 000 mi).